# Jan Marian Włodek
Jan Marian Włodek (ur. 26 stycznia 1924 w Krakowie, zm. 26 maja 2012 tamże) – polski hydrobiolog i ichtiolog, profesor nauk przyrodniczych, pracownik naukowy Polskiej Akademii Nauk, członek Komisji Historii Wojen i Wojskowości Wydziału II Historyczno-Filozoficznego Polskiej Akademii Umiejętności,
wiceprezes oddziału krakowskiego Polskiego Towarzystwa Ziemiańskiego.

## Życiorys
Był synem Jana Włodka agronoma, profesora Uniwersytetu Jagiellońskiego, legionisty oraz dyplomaty i Zofii Götz-Okocimskiej (1890-1981), jego siostrą była historyk filozofii Zofia Włodek.
W czasie okupacji był łącznikiem Armii Krajowej o pseudonimie „Balaton”.
W 1942 zrobił tajną maturę w I Liceum Ogólnokształcące im. Bartłomieja Nowodworskiego w Krakowie i równocześnie maturę w 2-letniej Szkole Handlowej. Od 1943 r. był studentem rolnictwa konspiracyjnego Uniwersytetu Jagiellońskiego, a później absolwentem Wydziału Rolnego UJ (1946), doktorem nauk biologicznych UJ w 1951 (na podstawie pracy Zastosowanie korelacji i regresji czystej jako metody badawczej gospodarstw rolnych ze szczególnym uwzględnieniem krakowianów, którą napisał po wyrzuceniu z uniwersytetu z „wilczym biletem za działalność w Caritas Academica”, gdy nie udało mu się stałego zatrudnienia i pracował dorywczo jako referendarz statystyczny w placówce podległej miejskiemu wydziałowi zdrowia). Przez pewien czas pracował w Pracowni Rybackiej UJ, a od lipca 1952 w Sekcji Rybackiej Polskiej Akademii Umiejętności. Później, aż do końca kariery naukowej, był zatrudniony – od początku istnienia tej instytucji – w Zakładzie Gospodarki Stawowej PAN (przemianowanym później w Zakład Biologii Stawów PAN, a następnie w Zakład Biologii Wód PAN w Krakowie). W drugiej połowie lat 50. i w latach 60. zajmował się m.in. hodowlą karpi na terenie gospodarstw doświadczalnych na Śląsku Cieszyńskim, wyprowadzając szereg linii (m.in. linię karpi niebieskich). Później, w latach 1970 i 1980 „prowadził dokumentacyjne badania ichtiofaunistyczne w rzekach południowej Polski”. W 1962 na Wyższej Szkole Rolniczej w Krakowie uzyskał stopień doktora habilitowanego na podstawie pracy Obliczenia mnożników Gaussa dla celów doświadczalnictwa rolniczego. W 1980 został profesorem nadzwyczajnym, w 1988 – profesorem zwyczajnym. Odznaczony został Medalem im. Alfreda Lityńskiego (nr 9) za zasługi dla polskiej hydrobiologii, Krzyżem Kawalerskim Orderu Odrodzenia Polski, Medalem 100-lecia Polskiej Akademii Umiejętności. W 2009 został laureatem nagrody Krakowska Książka Miesiąca za książkę o swoim ojcu, Janie Zdzisławie Włodku, pt Jan Włodek. Legionista, dyplomata, uczony
Był jednym z założycieli i wieloletnim (od 1982) przewodniczącym Krakowskiego Oddziału Polskiego Towarzystwa Hydrobiologicznego oraz członkiem honorowym tego towarzystwa, a także przewodniczącym Komisji Nagród im. prof. Mariana Gieysztora. Był też członkiem Komisji Biologicznej przy Oddziale PAN (od 1966), członkiem rad naukowych Zakładu Biologii Wód PAN oraz Zakładu Doświadczalnego Gospodarki Stawowej PAN w Gołyszu.
Przez wiele lat pracował w redakcji „Acta Hydrobiologica”: jako zastępca redaktora naczelnego (od 1970 roku) oraz redaktor naczelny (lata 1990–1994).
Był też aktywnym działaczem m.in. Polskiego Towarzystwa Ziemiańskiego i rady Fundacji „Polskie Kresy Wschodnie – Dziedzictwo i Pamięć"
Pochowany został 4 czerwca 2012 na cmentarzu Rakowickim w Krakowie (kwatera HC-płn.-10), mszy świętej przewodniczył kard. Franciszek Macharski.

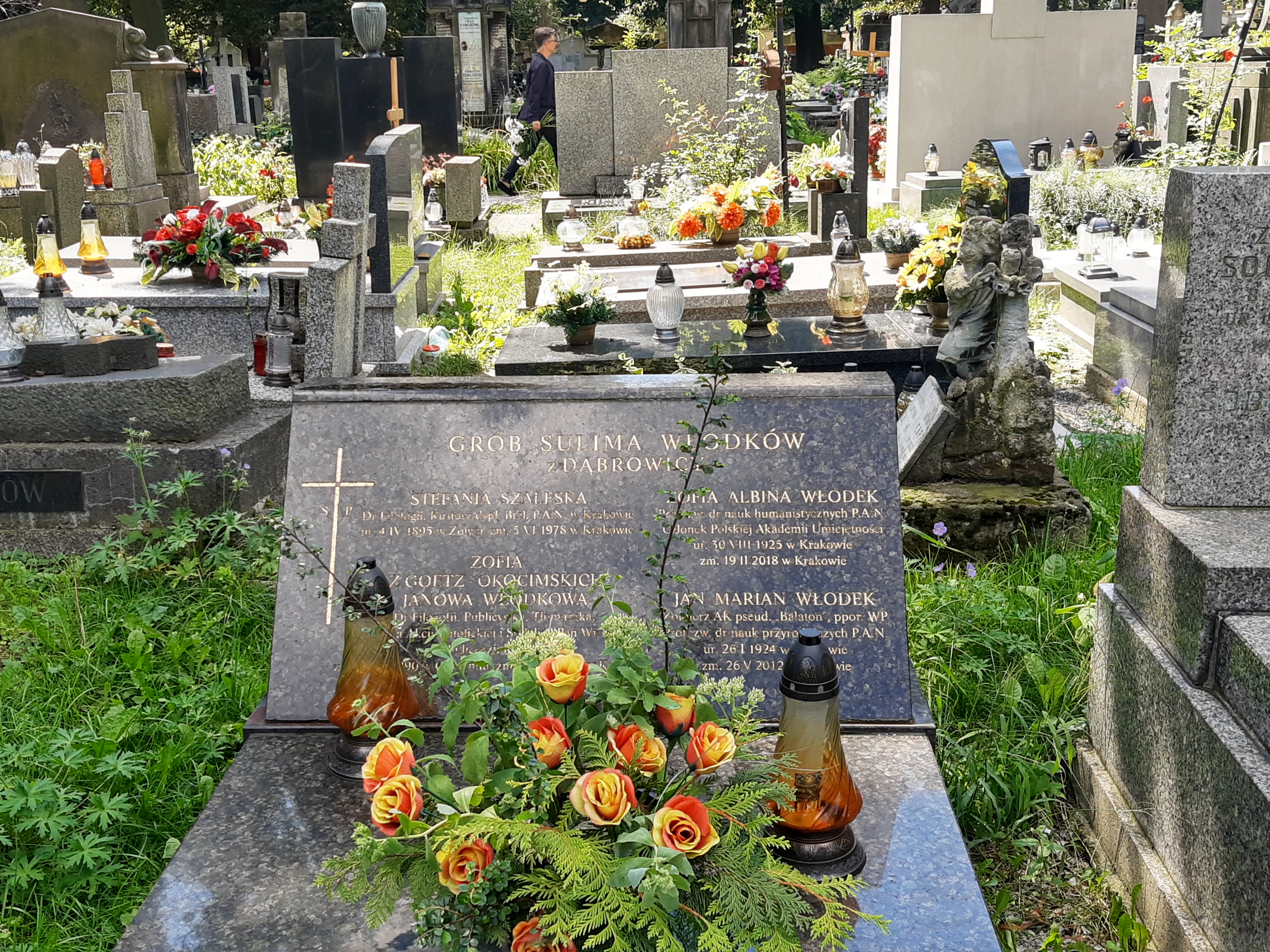
Grób Jana i Zofii Włodków na cmentarzu Rakowickim

## Wybrane publikacje
- Goetz-Okocimscy : kronika rodzinna 1590–2000, Kraków: Księgarnia Akademicka, 2001. ISBN 83-7188-407-9
- Jan Włodek : legionista, dyplomata, uczony, Kraków: Małe Wydawnictwo, 2009 ISBN 978-83-929708-1-1